# The Vyne

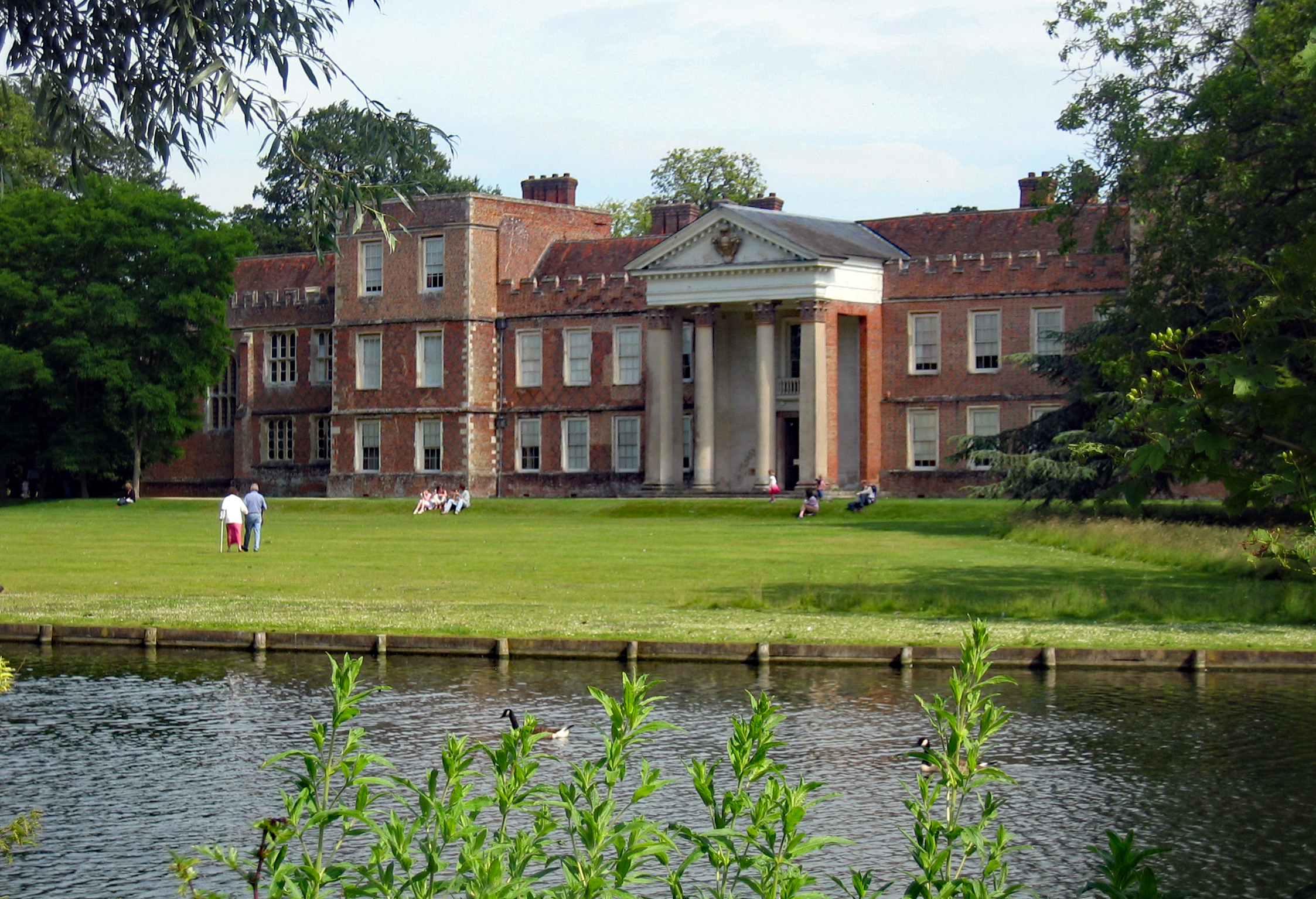
Fachada norte de The Vyne, con su pórtico neoclásico.

The Vyne es una country house del siglo XVI en las afueras de Sherborne St John (Basingstoke, Hampshire, Inglaterra). The Vyne fue legada por su último propietario privado, Sir Charles Chute, al National Trust for Places of Historic Interest or Natural Beauty en 1958, y desde entonces funciona como parque público y museo de historia. Cada año se celebran en la propiedad un cierto número de conciertos, teatro y eventos familiares.
El edificio principal de The Vyne fue construido por Lord William Sandys, primer barón Sandys y Lord Chambelán del rey Enrique VIII. La casa conserva su capilla Tudor, con sus vitrales. El pórtico neoclásico de la fachada norte fue añadido en 1654 por John Webb, discípulo de Íñigo Jones. A mediados del siglo XVIII, The Vyne pertenecía a John Chaloner Chute, amigo íntimo de Horace Walpole, que diseñó la escalera palladiana, cuya magnífica escala aparente oculta su pequeño tamaño real.
En The Vyne se conserva un anillo romano, conocido como «Anillo Vyne», junto con una reproducción de una tablilla de maldición de plomo que contiene una maldición a la persona que lo robó. Los arqueólogos que encontraron la tablilla recurrieron a J. R. R. Tolkien, como experto en lengua e historia anglosajona, para aclarar la maldición y el nombre del dios (Nodens) al que iba dirigida, y la historia pudo influir en la concepción del Anillo Único de las obras de Tolkien.

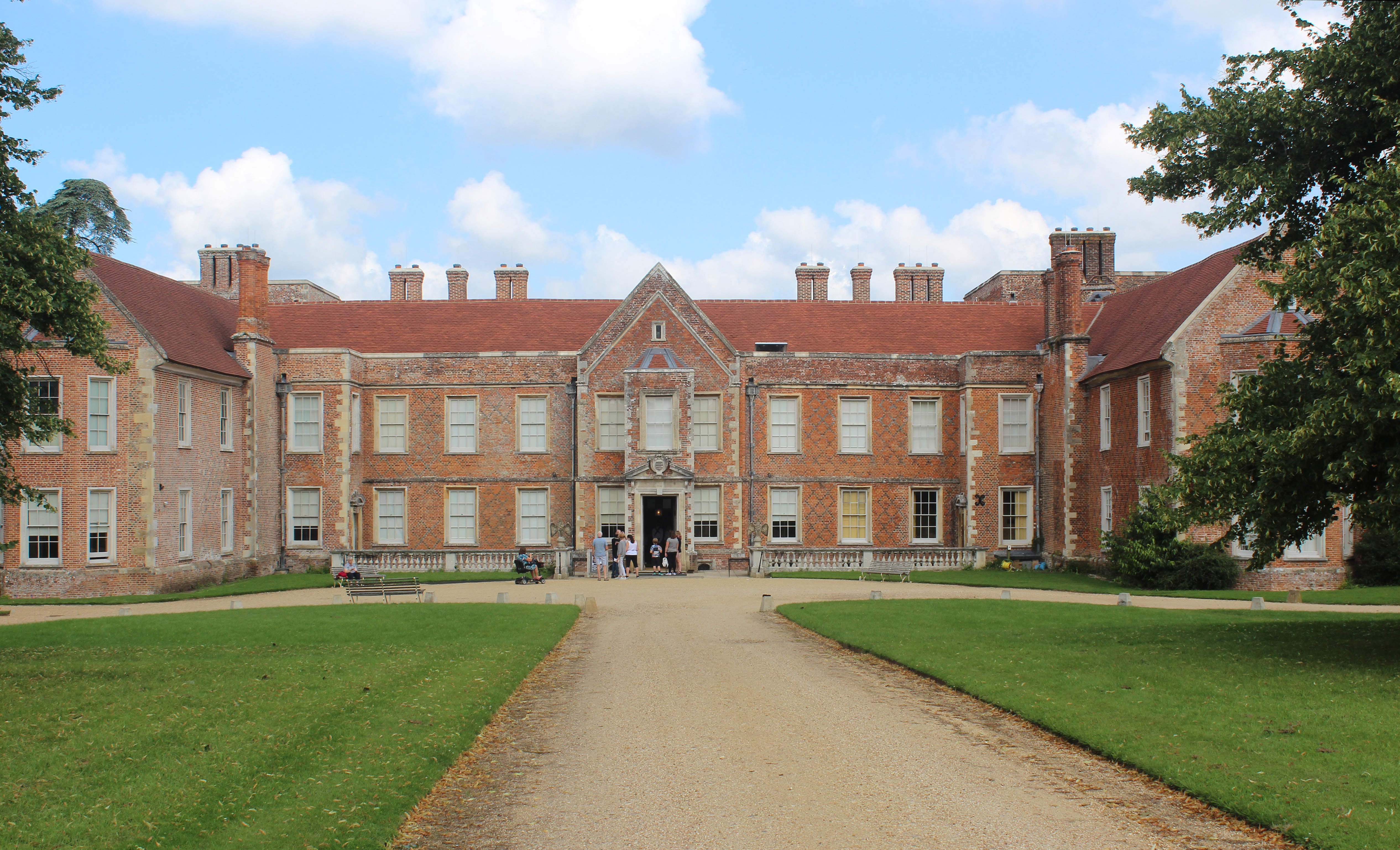
Fachada sureste con la entrada principal.

Además de la mansión propiamente dicha, la finca comprende una gran zona boscosa y una zona húmeda en la que anidan y habitan cisnes y archibebes. A través del bosque, el pantano y el parque hay senderos, entre los que cabe mencionar la familiar «senda del Pájaro Carpintero» y la «senda Topiaria». Solo se admiten perros en el estacionamiento de vehículos y el bosque de Morgaston.